# Liesa Scholzen
Liesa Scholzen (Eupen, 24 juni 1992) is een Belgisch Duitstalig politica voor ProDG.

## Levensloop
Scholzen studeerde in 2015 af als master in de politieke wetenschappen aan de ULB en volgde daarna twee jaar een opleiding in de internationale betrekkingen aan de Rheinisch-Westfälische Technische Hochschule van Aken en de Humboldtuniversiteit in Berlijn. 
Haar vader Clemens Scholzen was partijvoorzitter van regionalistische partij ProDG en haar grootvader Norbert Scholzen zetelde voor de PDB, de voorloper van ProDG jarenlang in het Parlement van de Duitstalige Gemeenschap.
Ze werd zelf ook lid van de ProDG en kwam voor deze partij voor het eerst op bij de Duitstalige Gemeenschapsverkiezingen van mei 2014. Nadat ze van 2014 tot 2015 in de raad van bestuur van de Belgischer Rundfunk zetelde, volgde ze in september 2015 Friedhelm Wirtz op als lid van het Parlement van de Duitstalige Gemeenschap, waar ze in mei 2019 en juni 2024 werd herkozen. Sinds september 2021 is Scholzen ondervoorzitter van deze assemblee. 
In december 2020 werd ze samen met Elke Comoth met 98 procent van de stemmen verkozen tot voorzitter van ProDG. In juni 2023 werden Scholzen en Comoth herkozen als co-voorzitters.
Sinds juli 2024 zetelt Scholzen eveneens als deelstaatsenator in de Senaat. Ze maakt er deel uit van de fractie van de Franstalige liberale MR, waarmee ProDG een technische fractie had gevormd.